# وزارة الداخلية (المملكة المتحدة)
وزارة الداخلية (بالإنجليزية: Home Office)‏ هي إدارة وزارية في حكومة المملكة المتحدة، وهي مسؤولة عن الهجرة والأمن والقانون والنظام. على هذا النحو، فهي مسؤولة عن أعمال الشرطة في إنجلترا وويلز وخدمات الإطفاء والإنقاذ في إنجلترا والتأشيرات والهجرة وخدمة الأمن (MI5). كما أنها مسؤولة عن سياسة الحكومة بشأن القضايا المتعلقة بالأمن مثل المخدرات ومكافحة الإرهاب وبطاقات الهوية. كانت مسؤولة سابقًا عن مصلحة السجون التابعة لصاحبة الجلالة ودائرة المراقبة الوطنية لكن تم نقلهما إلى وزارة العدل. الوزير المسؤول عن القسم هو وزير الداخلية حاليًا بريتي باتيل .

## التنظيم
يرأس وزارة الداخلية وزير الداخلية وهو وزير في مجلس الوزراء يدعمه كبير موظفي الخدمة المدنية السكرتير الدائم .
اعتبارًا من أكتوبر 2014، تضم وزارة الداخلية المنظمات التالية:

### الدوائر الحكومية غير الوزارية
- الوكالة الوطنية لمكافحة الجريمة (NCA)
- المكتب الخامس (MI5)

### التفتيش / المساءلة
- مفتشية صاحبة الجلالة للشرطة
- كبير مفتشي الحدود والهجرة المستقل
- المكتب المستقل لسلوك الشرطة وهيئات الرقابة الأخرى
- لجنة اختيار الشؤون الداخلية
- كبير المفتشين جلالة الملك لخدمات الإطفاء

### الاقسام
- قوة الحدود
- مكتب الجوازات HM
- إنفاذ الهجرة
- خدمات للشركات
- التأشيرات والهجرة البريطانية
- المكتب الخامس
- الوكالة الوطنية للجريمة
- خدمات الشرطة (إنجلترا وويلز)
- خدمات الإطفاء والإنقاذ (إنجلترا)
- مكتب الأمن ومكافحة الإرهاب

### الهيئات العامة غير الإدارية
- المجلس الاستشاري حول إساءة استخدام العقاقير
- لجنة الحيوانات في العلوم
- خدمة الإفصاح والحظر (DBS)
- سلطة إساءة العمل
- الهيئة المستقلة لشكاوى الشرطة (IPCC)
- محكمة سلطات التحقيق
- اللجنة الاستشارية للهجرة
- مجموعة أخلاقيات قاعدة بيانات الحمض النووي الوطنية
- مكتب مفوضي المراقبة
- مكتب مفوض خدمات الهجرة
- المجلس الاستشاري للشرطة في إنجلترا وويلز
- محكمة استئناف انضباط الشرطة
- هيئة مراجعة أجور الشرطة
- هيئة صناعة الأمن (SIA)
- مفوض كاميرا المراقبة
- المجلس الاستشاري الفني

## وزراء وزارة الداخلية
وزراء وزارة الداخلية هم على النحو التالي:  
| وزير                         | عنوان                                                                                                | محفظة |
| ---------------------------- | --- | --- |
| بريتي باتيل MP               | وزير الخارجية                                                                                        | المسؤولية الشاملة عن عمل الدائرة ؛ المسؤولية الشاملة عن حقيبة الأقسام والإشراف على الفريق الوزاري ؛ خزانة؛ مجلس الأمن القومي (NSC) ؛ المواعيد العامة إشراف MI5. |
| النائب جيمس بروكنشاير        | وزير دولة لشؤون الأمن                                                                                | مكافحة الإرهاب - الاستعداد والوقاية والمتابعة والحماية ؛ الجريمة المنظمة والخطيرة؛ الجريمة الإلكترونية؛ الجريمة الاقتصادية؛ نشاط دولة معادية تسليم مجرم؛ الحماية الملكية وكبار الشخصيات ؛ أضرار على الإنترنت منطقة السفر المشتركة ؛ أمن الطيران والبحرية؛ قيادة مجلس العموم في الفترة الانتقالية (عين نائبًا لمجلس عمليات الخروج في الاتحاد الأوروبي) ؛ نار؛ جرينفيل. فيضانات / إعصار / طبيعي؛ الإغاثة في حالات الكوارث.                                                                             |
| كيت مالتوس إم بي             | وزير الدولة للجريمة والشرطة                                                                          | الشرطة. جريمة؛ خطوط المقاطعات نظام العدالة الجنائية؛ جريمة الاستحواذ الحماية العامة والاحتجاجات ؛ الشرطة السرية مفتشية صاحبة الجلالة للشرطة وخدمات الإطفاء والإنقاذ (HMICFRS) ؛ تكنولوجيا الشرطة سلطات الشرطة؛ التعرف على الوجه الأحداث الكبرى؛ شرطة كرة القدم إعادة الإجرام مخيمات غير مصرح بها الأسلحة النارية؛ عنف خطير المخدرات والكحول. |
| البارونة ويليامز من ترافورد  | وزير الدولة لمكافحة التطرف                                                                           | جميع أعمال المكاتب المنزلية في مجلس اللوردات ؛ قيادة الشركة الشاملة بما في ذلك مراجعة الإنفاق والميزانية ؛ البيانات والهوية ؛ عوامل التمكين. الرقمية والتكنولوجيا بما في ذلك شبكة خدمات الطوارئ ؛ المواعيد العامة وحدة الكفالة مكافحة التطرف. جريمة الكراهية علم الطب الشرعي والحمض النووي. |
| اللورد جرينهالغ              | وزير الدولة لسلامة المباني والمجتمعات </br> (بالاشتراك مع MoHC و LG )                                | برنامج سلامة المباني ؛ انتعاش جرينفيل والتحقيق العام ؛ وزير الصمود والطوارئ ، بما في ذلك الاستجابة للتحول والشتاء غير كوفيد / انتقالي (مثل الفيضانات) انتهاكات الإيجار والتملك الحر ؛ الإيمان والمجتمعات ؛ النصب التذكاري للهولوكوست. |
| فيكتوريا أتكينز عضو البرلمان | وكيل وزارة الدولة لشؤون الحماية                                                                      | العبودية الحديثة وآلية الإحالة الوطنية ؛ العنف المنزلي العنف ضد النساء والفتيات بما في ذلك تشويه الأعضاء التناسلية الأنثوية والزواج القسري ؛ التدخل المبكر للشباب بشأن العنف الخطير ؛ خدمة الإفصاح والمنع (DBS) ؛ الضحايا. الاعتداء والاستغلال الجنسي للأطفال ؛ تحقيق مستقل في الاعتداء الجنسي على الأطفال ؛ سلطة العصابات وإساءة العمل ؛ العنف الجنسي بما في ذلك مراجعة الاغتصاب ؛ سلوك معاد للمجتمع؛ بغاء؛ المطاردة. أمان الإنترنت عبر الإنترنت / WeProtect ؛ ضحايا الإرهاب. هيئة صناعة الأمن.    |
| كيفن فوستر MP                | وكيل وزارة الخارجية البرلماني للهجرة وحدود المستقبل                                                  | تصميم وتنفيذ نظام النقاط في المملكة المتحدة ؛ تصميم وتنفيذ حدود رقمية وآمنة بما في ذلك سلطات السفر الإلكترونية ؛ العد في العد والخروج ؛ نظام التأشيرات الحالي والمستقبلي بما في ذلك الرسوم ؛ عمليات التأشيرات العالمية ؛ صافي الهجرة قواعد الهجرة تبسيط نظام الهجرة ؛ شيكات الخروج مشروع قانون الهجرة الاتحاد الأوروبي؛ مخطط التسوية العمل الاجتماعي. رعاية التأشيرات والهجرة في المملكة المتحدة (UKVI) ، ومكتب جواز سفر صاحبة الجلالة (HMPO) ومديريات سياسات نظام الحدود والهجرة والمواطنة (BICS). |
| كريس فيلب النائب             | وكيل وزارة الخارجية البرلماني لشؤون الامتثال لشؤون الهجرة والمحاكم </br> (بالاشتراك مع وزارة العدل ) | بيئة الامتثال ؛ احتجاز؛ عائدات؛ أجنبي. مرتكبو الجرائم الوطنية ؛ استراتيجية الهجرة غير الشرعية مساعدات التنمية الخارجية؛ إنفاذ قوانين الهجرة؛ اللجوء؛ إعادة التوطين؛ العمل الاجتماعي. الجنسية ؛ الحيوانات (التجارة غير المشروعة في الأحياء البرية) ؛ رعاية مديريتي قوات الحدود وإنفاذ قوانين الهجرة. |

## الموقع
حتى عام 1978 ، كان لوزارة الداخلية مكاتبها في ما يُعرف الآن بالمبنى الرئيسي لوزارة الخارجية وشؤون الكومنولث في شارع الملك تشارلز قبالة وايت هول. من عام 1978 إلى عام 2004 كان مقر وزارة الداخلية في 50 بوابة كوين آن ، مبنى مكاتب في وستمنستر صممه السير باسيل سبينس بالقرب من محطة مترو سانت جيمس بارك. ومع ذلك، فقد تم نقل العديد من الوظائف إلى مكاتب في أجزاء أخرى من لندن ، والبلاد ، ولا سيما مقر مديرية الهجرة والجنسية في كرويدون.